# Lucia Marthas Institute for Performing Arts
Lucia Marthas Institute for Performing Arts (LMIPA), voorheen bekend als "Dansacademie Lucia Marthas", is een opleidingsinstituut dat hoofdzakelijk is gericht op dans. De school heeft vestigingen in Amsterdam en Groningen.
Het instituut, opgericht door Lucia Marthas, biedt opleidingen op hbo-, mbo- en vooropleidingniveau. Marthas is zelf hier ook werkzaam als docent. Studenten moeten auditie doen voor toelating tot de opleidingen.
LMIPA begon in 1983 als particuliere balletschool in Amsterdam, maar is vervolgens uitgegroeid tot formeel opleidingsinstituut.

## Opleidingen

### Hbo
De LMIPA werkt voor haar hbo-opleidingen samen met de Hanzehogeschool Groningen.
Onder de aangeboden hbo-opleidingen vallen:
- Bachelor Dans
- Bachelor Docent Dans
- Associate degree Dans
- Master Operationeel Leiderschap in Performing Arts (OLPA)

Studenten aan de Bachelor Dans worden opgeleid tot danser en artiest voor musical- en muziektheater. De studenten treden regelmatig op in televisieprogramma's.

### Mbo
De aangeboden mbo-opleiding is:
- Mbo Danser

### Vooropleidingen
LMIPA biedt vooropleidingen aan in Amsterdam, Groningen, Rotterdam en Den Haag. Deze worden gegeven op basisschool- en voortgezet onderwijsniveau.

### Recreatie
In Amsterdam, Groningen, Rotterdam en Den Haag is het daarnaast ook mogelijk om recreatief lessen te volgen. In Rotterdam en Den Haag is dit alleen voor kinderen, maar in Amsterdam en Groningen zijn deze lessen er ook voor volwassenen. Deze lessen worden voornamelijk gegeven door studenten van het Lucia Marthas die de bachelor Docent Dans volgen, op deze manier doen zij ervaring op in het lesgeven. 
Dansstijlen die onder andere worden aangeboden zijn:
- Ballet
- Jazz
- Latin Solo
- Tap
- Pop Musical Theatre Dance
- Marthas Energy Training

Voor sommige van deze trainingen zijn er groepen op verschillende niveaus, voor andere stijlen is iedereen welkom. De deelnemende dansers zijn voornamelijk studenten en jongvolwassenen.

## Bekende alumni
- Gaia Aikman
- Talita Angwarmasse
- Holly Mae Brood
- Tommie Christiaan
- Ivo Chundro
- Alice Deejay
- Esperanza Denswil
- Iris Enthoven
- Jurre Geluk
- Stella Gommans
- Elles de Graaf
- Josje Huisman
- Ingrid Jansen
- Giovanni Kemper
- Susanna Klibansky
- Lisa Michels
- Fauve Geerling
- Laura Ponticorvo
- Davy Reedijk
- Bart Rijnink
- Natalie La Rose
- Terence Schreurs
- Sylvana Simons
- Sterre
- Eythora Thorsdottir
- Tessa van Tol